# Malagiella ambalavo
Espèce
Malagiella ambalavo est une espèce d'araignées aranéomorphes de la famille des Oonopidae.

## Distribution
Cette espèce est endémique de la Haute Matsiatra à Madagascar,. Elle se rencontre vers 1 275 m d'altitude dans le massif d'Andringitra.

## Description
La femelle holotype mesure 1,41 mm.

## Étymologie
Cette espèce est nommée en référence à son lieu de découverte, Ambalavao.

## Publication originale
- Ubick & Griswold, 2011 : The Malagasy goblin spiders of the new genus Malagiella (Araneae, Oonopidae). Bulletin of the American Museum of Natural History, no 356, p. 1-86 (texte intégral).